# Tommy Robredo
Tommy Robredo Garcés (født 1. maj 1982 i Hostalrich, Spanien) er en spansk tennisspiller, der blev professionel i 1998. Han har igennem sin karriere (pr. september 2010) vundet ni single- og tre doubletitler, og hans højeste placering på ATP's verdensrangliste er en 5. plads, som han opnåede i august 2006.

## Grand Slam
Robredos bedste Grand Slam-resultat i singlerækkerne er, som med så mange andre spaniere kommet i French Open, hvor han tre gange, i 2003, 2005 og 2007 er nået frem til kvartfinalen. I 2007 nåede han desuden kvartfinalerne ved Australian Open.